# 古寺鉱泉
古寺鉱泉（こでらこうせん）は山形県西村山郡大江町大字貫見字古寺にある冷泉。

## 泉質
- ナトリウム・カルシウム-塩化物・炭酸水素塩泉 (赤褐色)
  - 源泉温度12℃

## 温泉街
一軒宿の山小屋、朝陽館があったが2019年秋に営業を終了した。山奥のため電気は引かれていない。自家発電は夜10時に消灯される。冬季(12月1日〜4月30日)は休業し閉鎖されていた。
お風呂は男女別に分かれていないので、男女交代で入浴する。薪で加熱した湯船と非加熱の湯船がある。
朝日連峰の登山口であり、登山シーズンは登山者で混み合う。
閉館に伴い、登山拠点としての機能は朝日連峰古寺案内センターに引き継がれている。
2023年5月に旧朝陽館前の川に架かっていた木製の橋が崩落しているのが発見された。老朽化していたため、2022年12月以降に積雪の重みで崩れ落ちたとみられている。7月に復旧された。

## 参考画像

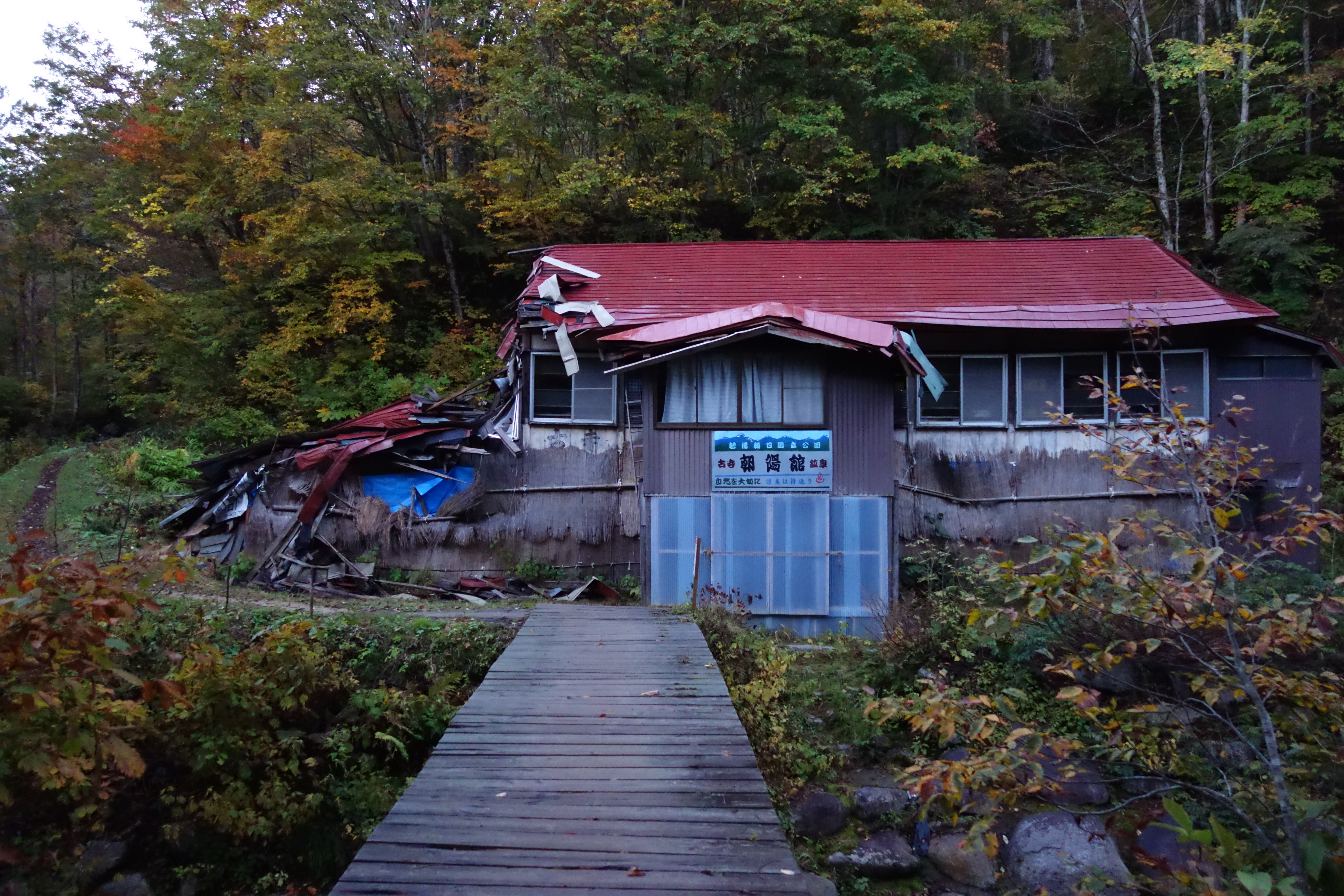
古寺鉱泉跡
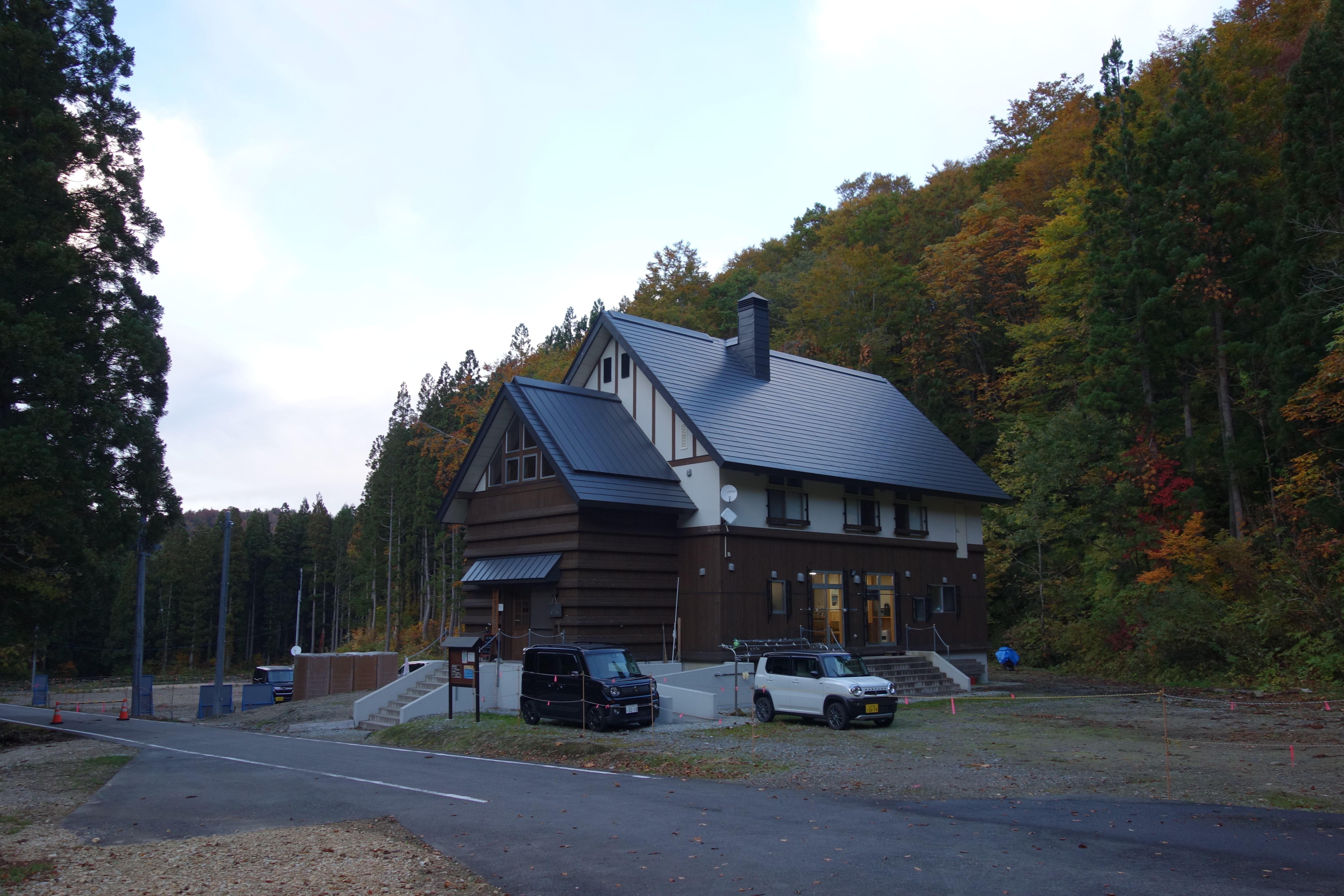
朝日連峰古寺案内センター

## アクセス
- 鉄道：左沢線左沢駅よりタクシーで約1時間。
- 車:山形自動車道月山インターチェンジまたは国道458号大江町から県道27号より真室川大江林道から、古寺川沿いの林道を入る。

なお、所在地である山形県西村山郡大江町大字貫見字古寺は日本郵便の定める交通困難地に指定されており、11月1日から翌年5月末までの間、郵便物は配達されない。